# Vông nem
Vông nem hay vông, hải đồng bì, thích đồng bì (danh pháp hai phần: Erythrina orientalis) là loài thực vật thuộc chi Erythrina.
Cây vông nem cao từ 10 m đến 20 m, thân có gai ngắn. Lá dài 10 cm đến 15 cm, gồm 3 lá chét. Hoa màu đỏ tươi, quả giáp, dài 15 cm đến 30 cm.
Từ gỗ vông nem có thể điều chế chất pterocarpan orientanol A. Pterocarpans orientanol B và C, folitenol và erythrabyssin II, pterocarpene erycristagallin và prenylated isoflavone bidwillol A được điều chế từ rễ vông nem.
Lá và thân vông nem chứa một alkaloid độc là erythrine. Lá vông nem có tác dụng an thần, chữa trĩ, giúp vết loét sớm lên da non...
Tại một số vùng ở Việt Nam, lá vông nem thường được dùng để gói nem.